# Long Hoa, Thâm Quyến
Khu mới Long Hoa (tiếng Trung: 龙华新区; bính âm: Lónghuá Xīn Qū) là một khu công năng hành chính thuộc thành phố Thâm Quyến, tỉnh Quảng Đông, Trung Quốc. Khu được hình thành vào năm 2011 từ bốn nhai đạo là Long Hoa, Đại Lãng, Dân Trị, Quan Lan của khu Bảo An. Việc thành lập khu mới là nhằm phát huy lợi thế, thúc đẩy phát triển của Thâm Quyến, tối ưu hóa việc điều chỉnh bố cục tổng thể phát triển đô thị. Khu mới Long Hoa có diện tích 175,58 km², nhân khẩu thường trú năm 2010 đạt 1,379 triệu (trong đó 1,14 triệu người có hộ tịch).